# Российская коммунистическая рабочая партия в составе КПСС
Российская коммунистическая рабочая партия - КПСС (РКРП-КПСС) (2001—2007) — российская леворадикальная партия, созданная в 2001 году в результате объединения Российской коммунистической рабочей партии и Российской партии коммунистов. В 2007 году лишена статуса политической партии и с тех пор существует в форме общественной организации. До апреля 2012 года носила название Российская коммунистическая рабочая партия — Российская партия коммунистов (РКРП-РПК, неофициально также Российская коммунистическая рабочая партия — Революционная партия коммунистов).
Органы партии — газеты «Трудовая Россия» и «Мысль», журнал «Советский Союз».
В 2010 году стала соучредителем политической партии Российский объединённый трудовой фронт (РОТ ФРОНТ), официально зарегистрированной Минюстом 5 декабря 2012 года.

## История
22 апреля 1991 года возникло Движение коммунистической инициативы, 14 апреля — Марксистская платформа в КПСС. На их основе 23 ноября 1991 года была основана РКРП (как вспоминал Виктор Тюлькин, она "была создана низовыми партийными организациями, наплевавшими на ельцинские запреты"; Тюлькин же отмечал, что РКРП стала "первой зарегистрированной партией в новой демократической России. 25 ноября был съезд, а 9 января 1992 года мы получили свидетельство о регистрации"), а 14 декабря — Российская партия коммунистов, соответственно. Основным отличием между двумя партиями было отношение к советской конституционной реформе 1936-го года (смена производственного принципа формирования советов на территориальный). По мнению[кого?], это затрудняло отзыв депутатов; в результате активизировалось перерождение номенклатуры, и на фоне снижения уровня политической образованности коммунистов (в результате обновления партийных рядов в ходе Великой Отечественной войны), стала возможной реставрация капитализма. 9 января 1992 года Министерство юстиции РСФСР зарегистрировало РКРП.
С 1994 года выходит основной печатный орган РКРП — газета «Трудовая Россия».
В 1995 году РКРП участвовала в выборах в Госдуму 2-го созыва в составе блока «Коммунисты — Трудовая Россия — За Советский Союз», получившего 4,53 % голосов.
В 1995 году от РКРП отделилось движение Виктора Анпилова «Трудовая Россия».

На выборах Госдумы 3-го созыва в 1999 году РКРП и РПК сформировали избирательный блок «Коммунисты, трудящиеся России — за Советский Союз», набравший 2,22 % голосов (больше всего из списков, не преодолевших 5%-й барьер).

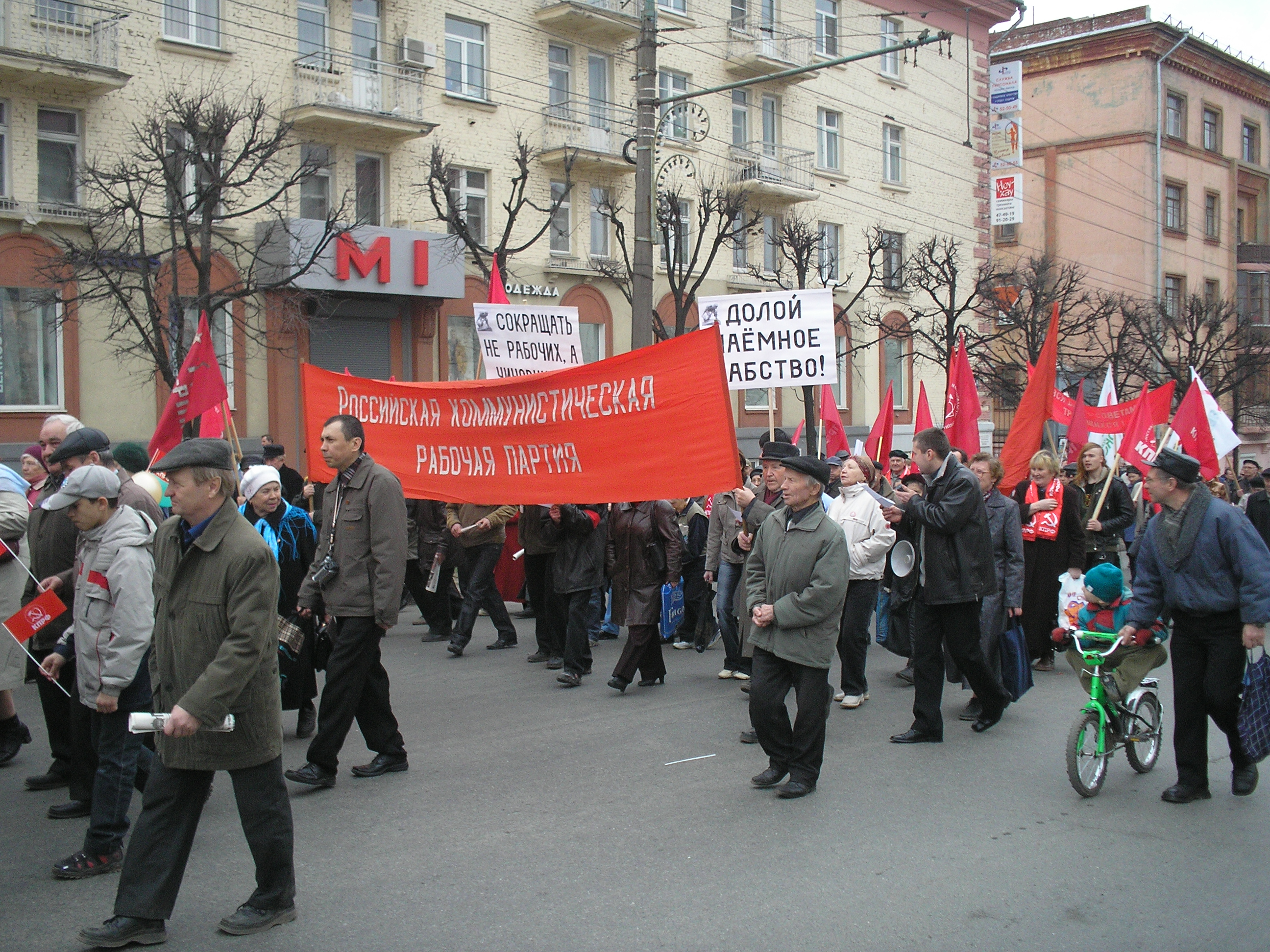
Колонна РКРП на первомайской демонстрации. Ижевск, 1 мая 2008 года

27-28 октября 2001 года состоялся объединительный Съезд РКРП-РПК: РКРП (во главе с В. А. Тюлькиным) и Революционная партия коммунистов (во главе с А. В. Крючковым) объединились в одну партию. При этом от РПК отделилось её Ленинградское отделение, основавшее Региональную партию коммунистов.
В 2003 году Виктор Тюлькин был избран депутатом Госдумы 4-го созыва по списку избирательного блока «КПРФ».
В мае 2007 года Верховный Суд принял решение о формальной ликвидации партии на основании недостаточной её численности. Партия безуспешно пыталась оспорить соответствующие положения закона «О политических партиях» в Конституционном суде, а решение Верховного Суда — в его Кассационной коллегии. В то же время, по некоторым данным, фактически партия являлась второй по численности компартией России (после КПРФ). 
В феврале 2010 года РКРП приняла участие вместе с Левым фронтом, активистами профсоюзов (МПРА, Защита и др.) и другими организациями в учреждении новой политической партии «Российский объединённый трудовой фронт» («РОТ ФРОНТ»). Были поданы документы в Минюст, однако регистрация состоялась почти через 3 года после многочисленных отказов.
В июле 2011 года Пленум ЦК Коммунистической партии Советского Союза утвердил вхождение РКРП-РПК в состав КПСС в качестве российской республиканской партии. В связи с этим, 21-22 апреля 2012 года VIII съезд РКРП-РПК принял решение о переименовании партии в РКРП-КПСС.
5 декабря 2012 года, Министерство юстиции официально зарегистрировало политическую партию Российский объединённый трудовой фронт (РОТ ФРОНТ) соучредителем которой является РКРП. Значительная часть работы выполняется через структуры РОТ ФРОНТа, хотя РКРП не «растворилась» в нём.

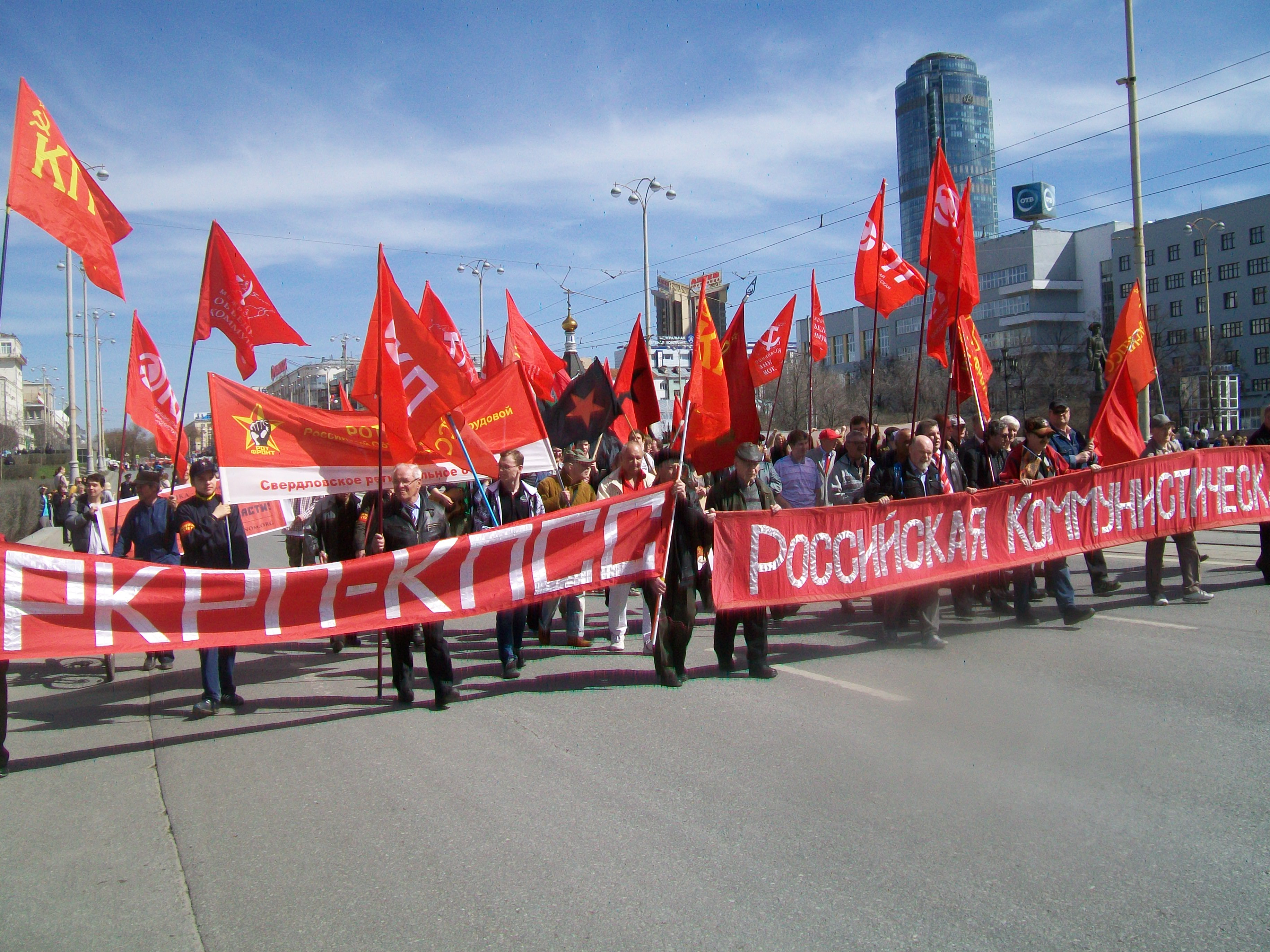
РКРП в составе первомайской колонны не входящих в КПРФ коммунистических организаций (Екатеринбург, 2017)

В августе 2017 года РКРП организовала международную конференцию коммунистических и рабочих партий «Октябрь-100». В информационном сообщении отмечается: «На конференцию были приглашены марксистско-ленинские революционные партии, у которых не исчерпан „лимит на революции“». На конференции присутствовали делегации из Греции, Франции, Латвии, Шри-Ланки, Турции и т. п., а также представители Донбасса.
На пленуме ЦК РКРП в октябре 2018 года первый секретарь ЦК Объединенной Коммунистической партии Владимир Лакеев предложил объединить партии в одну. В феврале 2019 года III съезд ОКП принял резолюцию по вопросу объединения ОКП и РКРП.
После состоявшегося в 2019 году очередного, ХI (ХХI) съезда РКРП-КПСС, по предложению В. А. Тюлькина Первым секретарем Центрального комитета был избран С. С. Маленцов.
Также Съезд высказался за продолжение процесса сближения позиций и организационного объединения с ОКП.
К началу 2021 года внутри партии образовалась оппозиционная «Платформа», куда вошли тюменский, коми, воронежский и кировский обкомы, обвиняющие руководство партии в нарушении демократических принципов и троцкизме. Представитель организации РКРП-КПСС республики Коми, член РКРП с 1991-го года Лапшин В. Б. обратился к партии с письмом, где обвинил руководство партии в работе на ФСБ и зарубежные спецслужбы с 1980-х годов: «В руководящем составе КПСС в 80-х годах образовалась группа предателей, которая вела контрреволюционную работу направленную на разрушение КПСС и как следствие — на разрушение СССР. В состав этой группы входили в том числе Горбачёв М. С., Зюганов Г. А., Тюлькин В. А. Группа работала в контакте с иностранными разведками… В эту антипартийную группу вошли Тюлькин, Ферберов, Батов. Конечная цель группы — уничтожение РКРП … Выявилось сотрудничество со спецслужбами: Батов — ФСБ. Весьма вероятно сотрудничество Ферберова с Моссад или Хабад Любавич». «Платформа» официально поддержала эти обвинения. Никаких доказательств при этом предъявлено не было ни до съезда, ни непосредственно на съезде. Также руководству партии «Платформой» были предъявлены обвинения в отказе поддерживать ковид-диссидентов и различных движений «граждан СССР».
В январе на сайте РКРП появился раздел «Дискуссионная трибуна» для обмена мнениями по вопросу деятельности РКРП-КПСС и «Платформы». В преддверии XXII Съезда Партии секретарь ЦК РКРП-КПСС Александр Батов выпустил статью «Кризис в РКРП: к чему пришли», где содержалась критика деятельности Партии и её кадровой политики, проблемы объединения с ОКП, а также обвинения организаторов Платформы в фракционизме и нарушении устава партии.
На самом Съезде партии члены «Платформы» выступили с докладом. Не получив поддержки большинства, делегаты «Платформы» покинули съезд, заявив о создании собственной партии — РКРП(б)-КПСС.
20 марта 2022 года в штабе РКРП в Санкт-Петербурге прошла конференция «Zа победу!» в поддержку войны на Украине, в которой также приняли участие Другая Россия (Лимоновцы) и Владимир Квачков. Участие Виктора Тюлькина и Степана Маленцова, их позиция и место проведения, вызвали бурное обсуждение в рядах партии. 30 марта Центральный совет партии утвердил отношение партии к войне, в котором позитивно оценил действия российской армии по вторжению на Украину. Позиция возмутила часть партийцев. Еще до утверждения позиции партию покинул член Идеологической комиссии ЦК РКРП-КПСС Роман Осин. Во время пленума объявил о своём выходе из партии секретарь ЦК РКРП-КПСС по агитации и пропаганде Александр Батов. Вскоре также вышли из партии одна из районных московских первичек и новосибирская региональная организация.
В июле 2022 секретарь ЦК В. Сычев отмечал про партию: "Мы имеем сейчас две-три крупные региональные организации и несколько десятков малых по численности ячеек. Ещё у нас есть развитая центральная структура, состоящая из отделов, редакций газет и интернет-ресурсов... Члены РКРП называют свою организацию партией. Однако всем очевидно: массовой партией мы не являемся и даже не пытаемся такой выглядеть". 
Весной 2023 года из состава РКРП-КПСС вышла группа С.-Петербургских членов под руководством занимавшего на тот момент должность главы Молодёжной комиссии РКРП-КПСС, члена ЦК Алексея Пряхина.
28 сентября 2023 года бывшие члены РКРП и ОКП, вышедшие из этих партий из-за несогласия с позицией руководства по украинскому конфликту, выпустили совместное заявление «За революционное обновление коммунистического движения России», в котором провозглашался курс на создание новой коммунистической партии. Позже ими была образована Российская коммунистическая партия (интернационалистов). Учредительный съезд РКП(и) состоялся 22-23 июня 2024 года.
В июле 2024 года Коммунистическая рабочая организация вошла в состав РКРП и сформировала Луганскую региональную организацию.
Во время военного конфликта, начавшегося на Ближнем Востоке 13 июня 2025, партия выступила с поддержкой "народов Ирана".

## Руководство[38]
- Маленцов Степан Сергеевич (род. 1962) — первый секретарь ЦК РКРП-КПСС.
- Алябьев Вадим Анатольевич (род. 1957) — секретарь ЦК РКРП-КПСС по организационно-партийной работе.
- Тюлькин Виктор Аркадьевич (род. 1951) — секретарь ЦК РКРП-КПСС по международным связям и общим вопросам.
- Сычёв Вячеслав Александрович (род. 1979) — секретарь ЦК РКРП-КПСС по идеологии.
- Николаев Александр Николаевич (род. 1951) — секретарь ЦК РКРП-КПСС по рабочему и протестному движению.